# Kitayama-Kultur

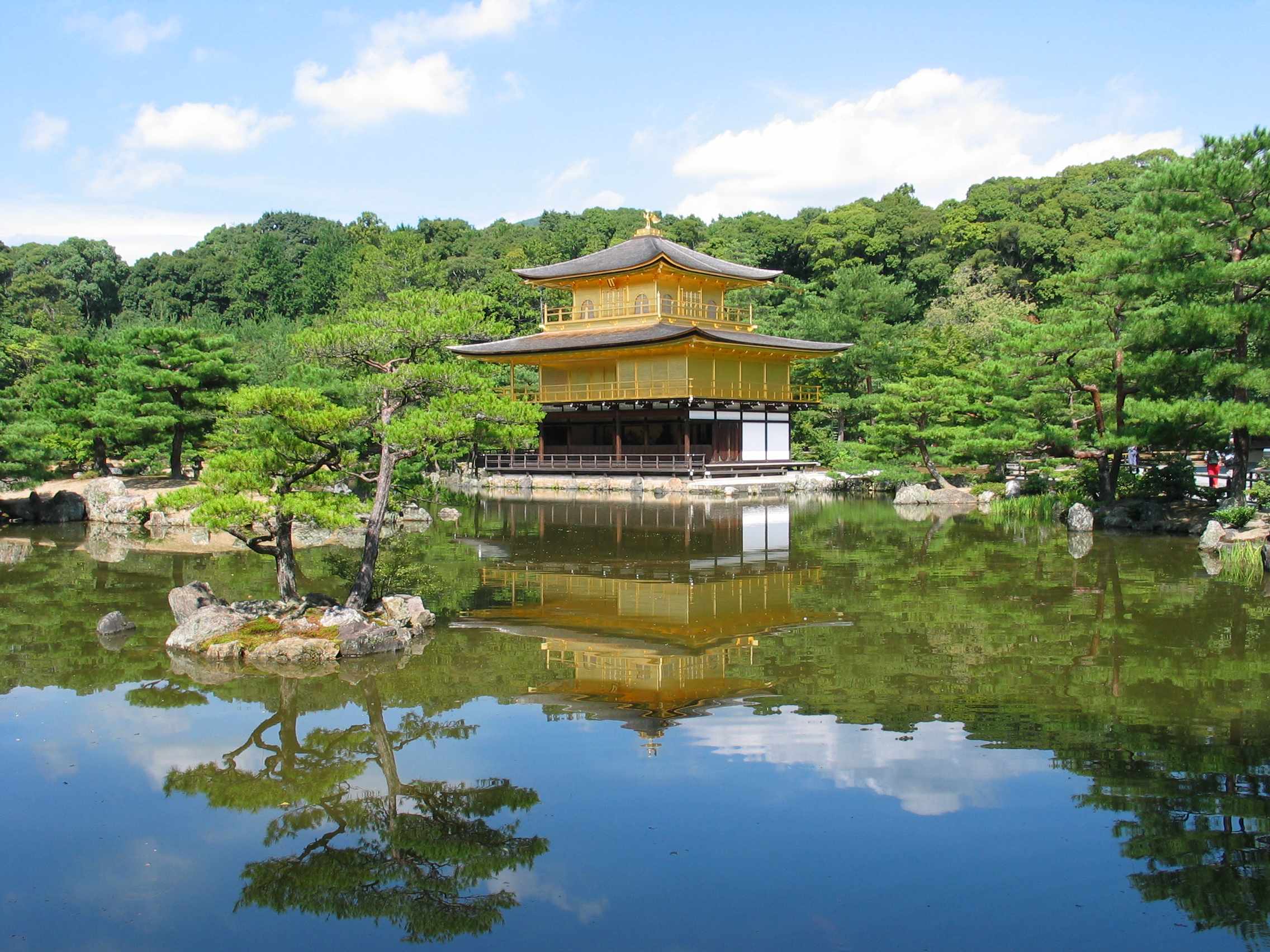
Kinkaku-ji

Die Kitayama-Kultur (北山文化, Kitayama Bunka) in Japan war eine Kultur der frühen Muromachi-Zeit. Sie ist nach der Villa Kitayama des dritten Shoguns Ashikaga Yoshimitsu (1358–1408) benannt und dauerte vom Ende des 14. bis zur ersten Hälfte des 15. Jahrhunderts. Der Begriff wird als Gegenstück zur Higashiyama-Kultur verwendet.

## Charakteristika
Nach den Wirren der Nanboku-chō-Zeit zeichnet sich die Kitayama-Kultur durch eine Verschmelzung der traditionellen Hofkultur (公家文化, Kuge Bunka) mit der aufstrebenden Kriegerkultur (武家文化, Buke Bunka) aus. Sie wurde zudem stark von der chinesischen Kultur beeinflusst, was durch den Handelsaustausch mit der Ming-Dynastie und durch die Beziehungen zum Zen-Buddhismus gefördert wurde.

## Architektur
Der Goldene Pavillon, dessen formaler Name Shari-den (Reliquienhalle) lautet, ist ein herausragendes Beispiel für die Kitayama-Kultur. Er wurde von Shogun Ashikaga Yoshimitsu als seine Bergvilla in Kitayama erbaut. Nach Yoshimitsus Tod wurde die Villa nach seinem posthum verliehenen buddhistischen Namen in den Tempel Rokuon-ji umgewandelt. Die Architektur des Pavillons ist eine Kombination verschiedener Stile: Der erste Stock ist eine Amida-Halle im aristokratischen Shinden-zukuri-Stil, der zweite Stock hat einen Wohnhauscharakter (umgangssprachlich oft als Buke-zukuri oder Kriegerhaus-Stil bezeichnet) und der dritte Stock ist eine buddhistische Halle im Zen-Stil, in der Reliquien des Buddha aufbewahrt wurden. Das ursprüngliche Gebäude brannte 1950 ab und wurde später wieder aufgebaut.

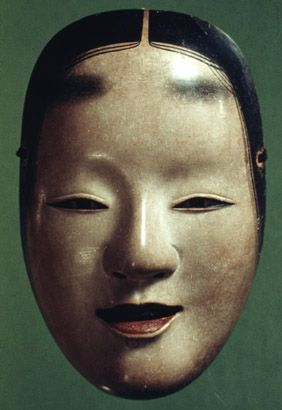
Nō-Maske

## Theater
- Nō
- Kyogen

## Religion
Unter dem Schutz des Shogunats entwickelte sich die Rinzai-Schule (臨済宗), eine Richtung des Zen-Buddhismus, weiter.